# 卡萝勒·梅尔
卡萝勒·梅尔（法語：Carole Merle，1964年1月24日—），法国女子高山滑雪运动员。她曾代表法国参加1984年、1988年、1992年和1994年冬季奥林匹克运动会高山滑雪比赛，获得一枚银牌。